# Kamatampalli, Srinivaspur
Kamatampalli là một làng thuộc tehsil Srinivaspur, huyện Kolar, bang Karnataka, Ấn Độ.